# Lijst van Verbandsgemeinden in Saksen-Anhalt
Van de 345 zelfstandige steden en gemeenten in Saksen-Anhalt zijn 20 steden en 95 gemeenten bestuurlijk ingedeeld in een van de 18 Verbandsgemeinden (Stand:31 mei 2010).
| Verwaltungsgemeinschaft                  | Landkreis                  |
| ---------------------------------------- | -------------------------- |
| Verbandsgemeinde Beetzendorf-Diesdorf    | Altmarkkreis Salzwedel     |
| Verbandsgemeinde Elbe-Heide              | Landkreis Börde            |
| Verbandsgemeinde Flechtingen             | Landkreis Börde            |
| Verbandsgemeinde Obere Aller             | Landkreis Börde            |
| Verbandsgemeinde Westliche Börde         | Landkreis Börde            |
| Verbandsgemeinde An der Finne            | Burgenlandkreis            |
| Verbandsgemeinde Droyßiger-Zeitzer Forst | Burgenlandkreis            |
| Verbandsgemeinde Unstruttal              | Burgenlandkreis            |
| Verbandsgemeinde Wethautal               | Burgenlandkreis            |
| Verbandsgemeinde Vorharz                 | Landkreis Harz             |
| Verbandsgemeinde Goldene Aue             | Landkreis Mansfeld-Südharz |
| Verbandsgemeinde Mansfelder Grund-Helbra | Landkreis Mansfeld-Südharz |
| Verbandsgemeinde Weida-Land              | Saalekreis                 |
| Verbandsgemeinde Egelner Mulde           | Salzlandkreis              |
| Verbandsgemeinde Saale-Wipper            | Salzlandkreis              |
| Verbandsgemeinde Arneburg-Goldbeck       | Landkreis Stendal          |
| Verbandsgemeinde Elbe-Havel-Land         | Landkreis Stendal          |
| Verbandsgemeinde Seehausen (Altmark)     | Landkreis Stendal          |